# Saint-Paul Capisterre
Saint-Paul Capisterre est l'une des quatorze paroisses de Saint-Christophe-et-Niévès. Elle est située sur l'île Saint-Christophe.